# SG Erfurt electronic
Die SG Erfurt electronic ist ein Sportverein aus der thüringischen Landeshauptstadt Erfurt. Das Aushängeschild des Vereins ist die Frauen-Volleyballmannschaft, welche seit 2019/20 in der Dritten Liga spielt.

## Geschichte
Die Ursprünge des Vereins gehen auf eine Freizeitgruppe zurück, welche sich 1969 gründete. Aus dieser entwickelte sich die Sektion Volleyball innerhalb der BSG Erfurter Verkehrsbetriebe. Im Jahr 1988 wechselte die Sektion geschlossen zur neu gegründeten BSG VEB Erfurt electronic, da die Mehrzahl der Spieler des Verein in der VEB Erfurt electronic ihrer Arbeit nachgingen. Neben der Volleyballsektion wurde in der Betriebssportgemeinschaft auch Gymnastik, Kegeln, Kraftsport, Laufen und Tischtennis angeboten. Nach der Deutschen Wiedervereinigung wurde am 8. August 1991 die SG Erfurt electronic als Vereins beim Amtsgericht in Erfurt in das Vereinsregister eingetragen.
In der Saison 2016/17 schaffte die ersten Frauen-Mannschaft des Vereins den Aufstieg aus der Thüringenliga in die Regionalliga Ost. Nachdem man direkt in der ersten Saison in der neuen Liga den zweiten Platz hinter dem Dresdner SSV belegte und damit knapp den Aufstieg verpasste, sicherte man sich in der darauffolgenden Saison ungeschlagen und mir nur fünf verlorenen Sätzen den Meistertitel in er Regionalliga Ost und den damit verbundenen Aufstieg in die Dritte Liga. In der wegen der COVID-19-Pandemie abgebrochenen Saison 2019/20 wurde die Mannschaft in die Staffel Ost eingelegt und belegte zum Zeitpunkt des Abbruchs den dritten Platz. Nachdem in der darauffolgenden Saison fast kein Spielbetrieb möglich war und die Mannschaft aus Erfurt nur zwei Spiele bestritt, konnte man in der Saison 2021/22 erneut den dritten Platz belegen. In der Saison 2022/23 sicherte sich die SG Erfurt electronic hinter der DJK Augsburg-Hochzoll den Vizemeistertitel in der Staffel Ost der Dritten Liga. Genauso wie der Meister verzichtete auch die Mannschaft aus Erfurt auf einen möglichen Aufstieg in die 2. Bundesliga und verbleibt in der Dritten Liga, welche ab der kommenden Saison aufgrund der Einführung der 2. Bundesliga Pro nur noch viertklassig ist.